# 山口百恵ヒット全曲集 -1974年版-
『山口百恵ヒット全曲集 -1974年版-』（やまぐちももえヒットぜんきょくしゅう）は、山口百恵のベスト・アルバム。LPは1974年11月1日にCBSソニーより、ハイブリッドCDは2005年5月25日にソニー・ミュージックダイレクトよりリリースされた。

## 概要
CBSソニー1974年の全曲集シリーズの一枚。山口百恵にとって初のベストアルバム。「としごろ」から「ひと夏の経験」までの全シングル5曲に、アルバムから6曲、シングルB面から1曲の全12曲が選曲されている。4チャンネル・SQ方式で制作されている。4チャンネル用に新たにMIXされた音源で、オリジナル版とは別のボーカルトラックも多用されている。
2005年に、紙ジャケ仕様・ハイブリッドCDで復刻された。

## 収録曲

### LP
| 全作詞: 千家和也 (注記を除く)、全作曲: 都倉俊一 (注記を除く)。 |                                                  |                       |                       |            |
| #                                                              | タイトル                                         | 作詞                  | 作曲・編曲            | 編曲       |
| 1.                                                             | 「青い果実」                                     | 千家和也 (注記を除く) | 都倉俊一 (注記を除く) | 馬飼野康二 |
| 2.                                                             | 「としごろ」                                     | 千家和也 (注記を除く) | 都倉俊一 (注記を除く) | 都倉俊一   |
| 3.                                                             | 「禁じられた遊び」                               | 千家和也 (注記を除く) | 都倉俊一 (注記を除く) | 馬飼野康二 |
| 4.                                                             | 「春風のいたずら」                               | 千家和也 (注記を除く) | 都倉俊一 (注記を除く) | 馬飼野俊一 |
| 5.                                                             | 「めまいの季節」(作詞: 白井章生、作曲: 鈴木邦彦) | 千家和也 (注記を除く) | 都倉俊一 (注記を除く) | 高田弘     |
| 6.                                                             | 「ひと夏の経験」                                 | 千家和也 (注記を除く) | 都倉俊一 (注記を除く) | 馬飼野康二 |

| #  | タイトル             | 作詞       | 作曲       | 編曲       |
| -- | -------------------- | ---------- | ---------- | ---------- |
| 1. | 「お元気ですか」     | 白井章生   | 鈴木邦彦   | 高田弘     |
| 2. | 「放課後」           | 有馬三恵子 | 馬飼野俊一 | 馬飼野俊一 |
| 3. | 「教室を出たら大人」 | なかにし礼 | 鈴木邦彦   | 高田弘     |
| 4. | 「お月様の下で」     | 千家和也   | 都倉俊一   | 高田弘     |
| 5. | 「まぶしい視線」     | 安井かずみ | 穂口雄右   | 穂口雄右   |
| 6. | 「太陽の友達」       | 千家和也   | 都倉俊一   | 馬飼野康二 |

| 全作曲: 都倉俊一。 |                                        |      |            |            |
| #                  | タイトル                               | 作詞 | 作曲・編曲 | 編曲       |
| 1.                 | 「青い果実」(オリジナル・カラオケ)     |      | 都倉俊一   | 馬飼野康二 |
| 2.                 | 「おかしな恋人」(オリジナル・カラオケ) |      | 都倉俊一   | 都倉俊一   |

## 関連作品
- 青い果実／禁じられた遊び
- 15歳のテーマ 百恵の季節
- 15歳のテーマ ひと夏の経験